# Ixora saulierei
Ixora saulierei là một loài thực vật có hoa trong họ Thiến thảo. Loài này được Gamble mô tả khoa học đầu tiên năm 1920.